# Mimoides ariarathes
Mimoides ariarathes là một loài bướm thuộc họ Papilionidae. Chúng là loài bản địa Nam Phi.

## Các phân oài

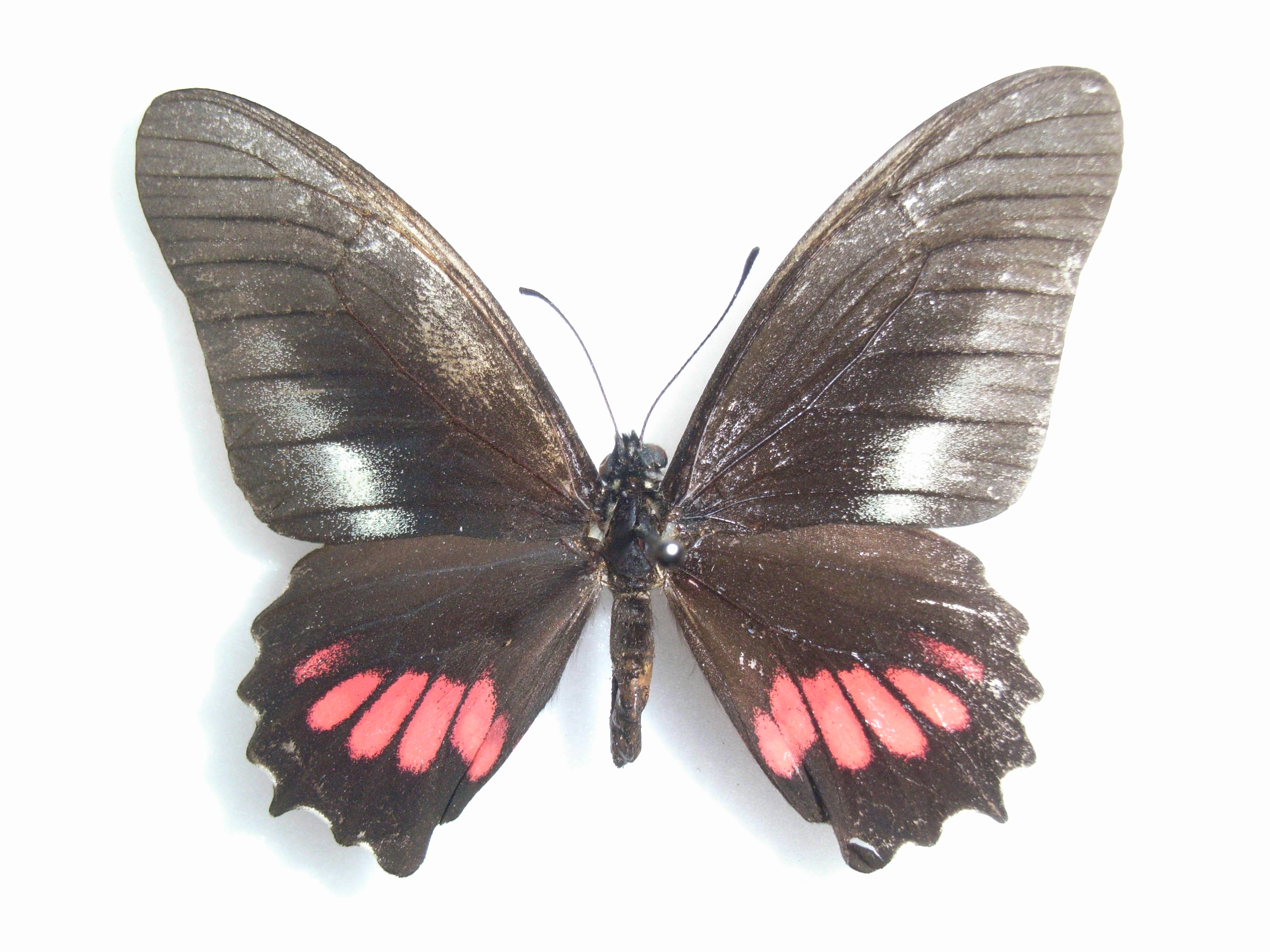
M. a. gayi

- Mimoides ariarathes ariarathes (Esper, 1788)
- Mimoides ariarathes arianus (Staudinger, 1884)
- Mimoides ariarathes demerara K.S. Brown & Lamas, 1994
- Mimoides ariarathes evagorides K.S. Brown, & Lamas, 1994
- Mimoides ariarathes gayi (Lucas, 1852)
- Mimoides ariarathes illuminatus (Niepelt, 1928)
- Mimoides ariarathes leuctra (Rothschild & Jordan, 1906)
- Mimoides ariarathes metagenes (Rothschild & Jordan, 1906)

## Hình ảnh

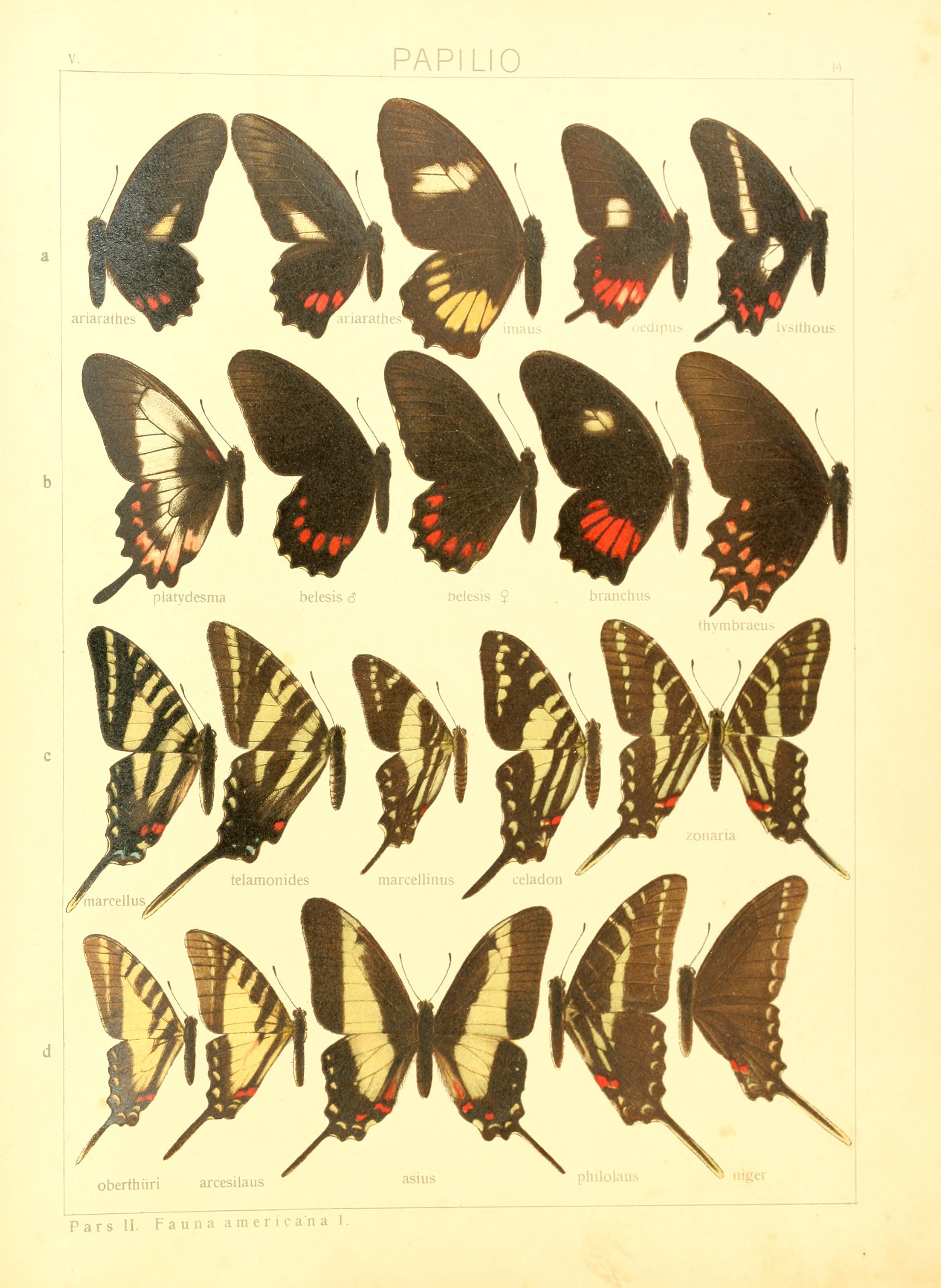
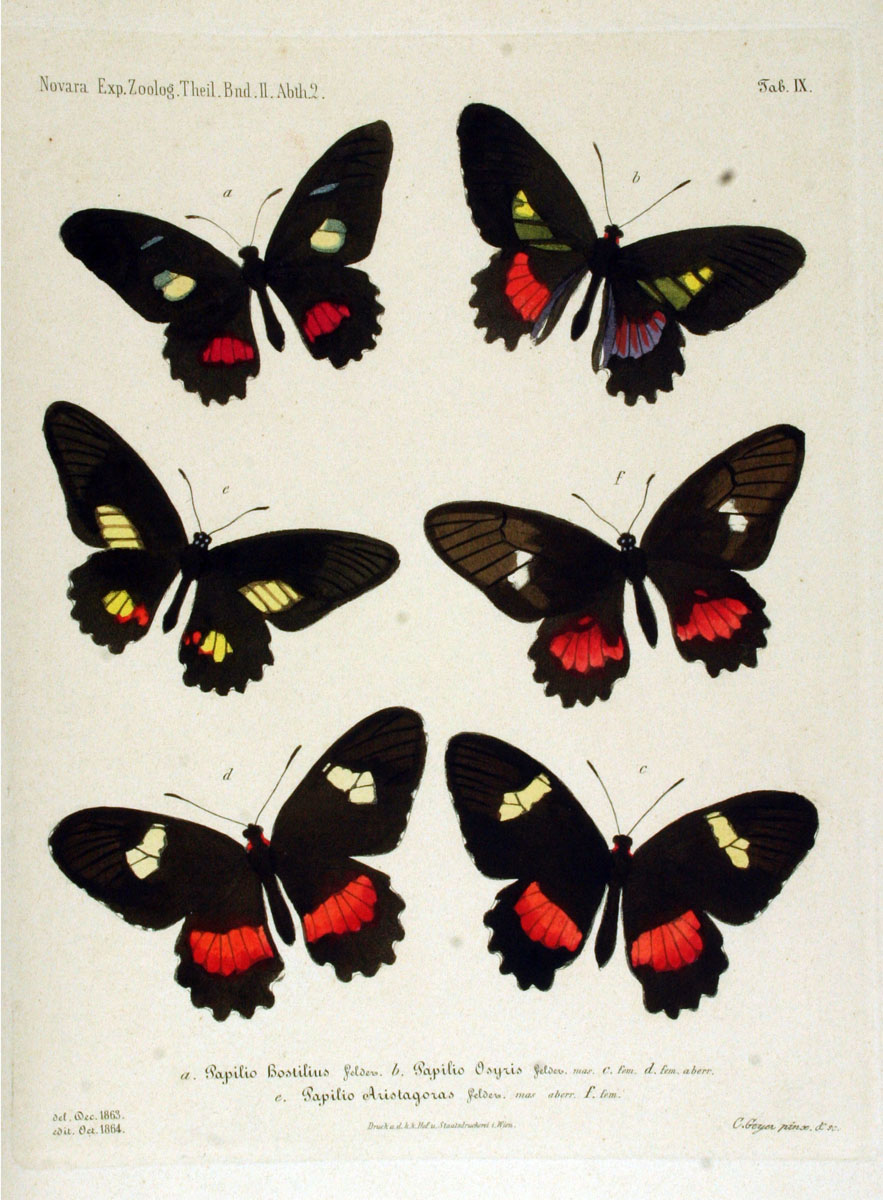
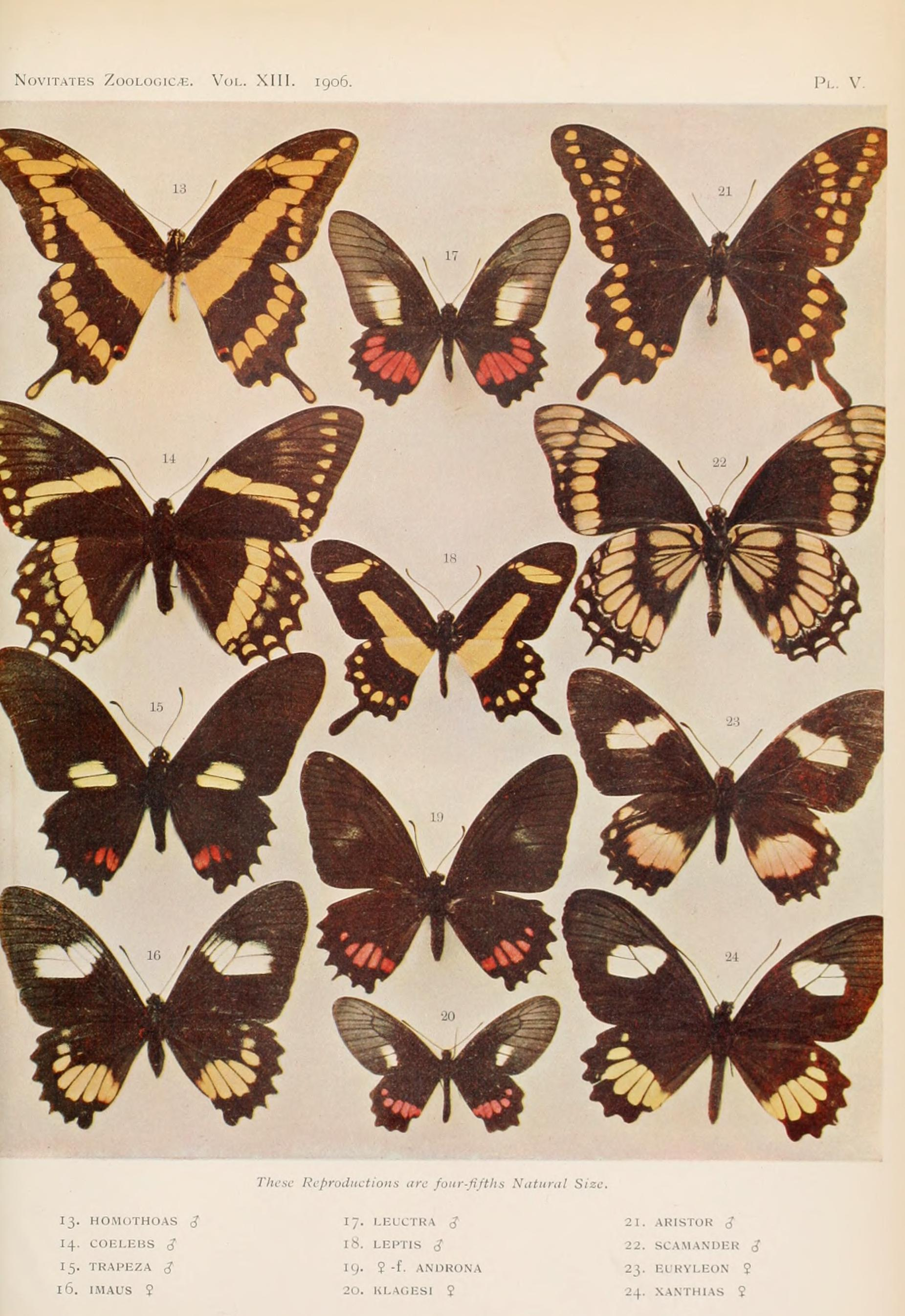
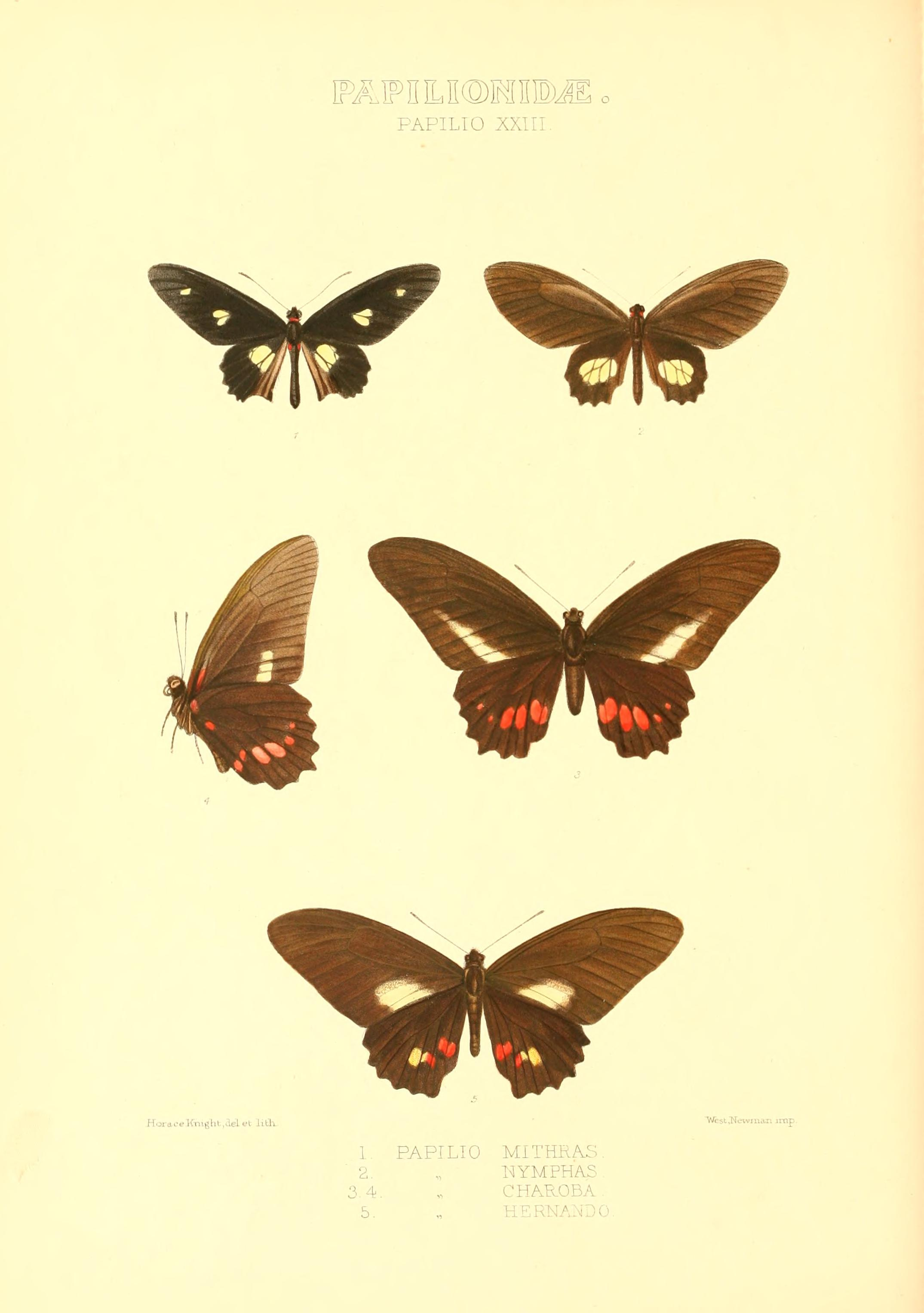